# Jewish Center (Manhattan)
Le Jewish Center est une synagogue juive orthodoxe moderne située au 131 West 86th Street, dans le quartier d'Upper West Side de Manhattan, à New York.

## Histoire
La synagogue a été fondée en 1918 par des Juifs aisés s’installant dans l’Upper West Side de Manhattan, un quartier qui venait juste d’être construit le long de la nouvelle ligne de métro IRT. La synagogue se trouve dans un vaste bâtiment néoclassique au 131 West 86th Street qui abrite un grand nombre de salles sociales, de salles de classe, d'auditoriums et de bureaux en plus du sanctuaire principal néoclassique. La synagogue a été la première en Amérique à être construite non seulement pour servir de foyer spirituel à ses membres, mais également de foyer culturel, social et récréatif. Les membres de la synagogue l'appellent affectueusement « la première synagogue avec une piscine ». Elle continue de soutenir une variété de programmes éducatifs et sociaux.
Le premier rabbin en a été Mordecai Kaplan, qui partit en 1921 parce que ses positions étaient trop orientées vers la réforme pour la congrégation orthodoxe.